# Кубок Литви з футболу 2001—2002
Кубок Литви з футболу 2001—2002 — 13-й розіграш кубкового футбольного турніру в Литві. Титул вперше здобув Каунас.

## Календар
| Раунд        | Дата                    | Матчі | Клуби   |
| ------------ | ----------------------- | ----- | ------- |
| Перший раунд | 13 червня 2001          | 4     | 28 → 24 |
| Другий раунд | 8 серпня 2001           | 8     | 24 → 16 |
| 1/8 фіналу   | 19-20 вересня 2001      | 8     | 16 → 8  |
| 1/4 фіналу   | 10/24 жовтня 2001       | 8     | 8 → 4   |
| 1/2 фіналу   | 20 квітня/7 травня 2002 | 4     | 4 → 2   |
| Фінал        | 18 травня 2002          | 1     | 2 → 1   |

## 1/8 фіналу
| Команда 1                | Рахунок | Команда 2             |
| ------------------------ | ------- | --------------------- |
| 19 вересня 2001          |         |                       |
| Лієтава (Йонава) (2)     | 2:1 дч  | Невежис               |
| Кражанте (Кельме) (2)    | 2:9     | Полонія (Вільнюс) (2) |
| Савінге (Кайшядорис) (3) | 0:3     | Каунас                |
| Делінтра (Лентваріс) (3) | 1:2 дч  | Дайнава               |
| Інкарас                  | 2:1 дч  | Екранас               |
| Судува (2)               | 2:1 дч  | Атлантас              |
| Ветра                    | 1:0     | Жальгіріс (Вільнюс)   |
| 20 вересня 2001          |         |                       |
| Сакалас (Шяуляй)         | 1:0     | Кареда (2)            |

## 1/4 фіналу
| Команда 1         | Заг. | Команда 2             | 1-й матч | 2-й матч |
| ----------------- | ---- | --------------------- | -------- | -------- |
| 10/24 жовтня 2001 |      |                       |          |          |
| Судува (2)        | 6:5  | Лієтава (Йонава) (2)  | 4:3      | 2:2      |
| Ветра             | 2:1  | Полонія (Вільнюс) (2) | 0:0      | 2:1      |
| Інкарас           | 0:6  | Каунас                | 0:3      | 0:3      |
| Дайнава           | 3:6  | Сакалас (Шяуляй)      | 2:5      | 1:1      |

## 1/2 фіналу
| Команда 1               | Заг. | Команда 2 | 1-й матч | 2-й матч |
| ----------------------- | ---- | --------- | -------- | -------- |
| 20 квітня/7 травня 2002 |      |           |          |          |
| Ветра (2)               | 1:4  | Каунас    | 1:3      | 0:1      |
| Сакалас (Шяуляй)        | 1:4  | Судува    | 1:3      | 0:1      |

## Фінал
| 18 травня 2002 |

| Каунас              | 3:1      | Судува        |
| ------------------- | -------- | ------------- |
| Поцюс 63', 77', 90' | Протокол | Деветінас 81' |

| Алітус, Алітус Глядачів: 1 200 Арбітр: Антанас Рубис |